# Paulin de Périgueux
Paulin de Périgueux (Paulinus Petricordis, parfois Paulinus Petrocorius ou Paulinus Petrocoriensis) 
est un écrivain poète, peut-être un clerc, qui vivait en Gaule au Ve siècle. Il est notamment connu pour une biographie de saint Martin de Tours, en partie inspirée de celle de Sulpice Sévère. On suppose que sa période de rédaction se situe vers 470. L'œuvre est dédiée à Perpetuus, sixième évêque de Tours.

## Biographie
Sidoine Apollinaire mentionne dans ses Lettres un Paulin de Périgueux, éminent rhéteur de son temps. Il s'agit sans doute de lui, quoique le bénédictin Rivet de La Grange, dans son Histoire littéraire de la France (tome 2, 1733) soit d'avis qu'il s'agit plutôt de son père.
Il était lié à Perpetuus, évêque de Tours d'à peu près 460 à 490, qu'il appelle son « patron ». Sans doute sur la demande de celui-ci, il écrivit vers 470 une Vie de saint Martin versifiée en six livres, inspirée de celle de Sulpice Sévère, et qui est dédiée à ce Perpetuus. Il écrivit aussi la courte dédicace en vers sur les murs de la première basilique Saint-Martin à Tours achevée en 473, sans doute aussi sur la requête de Perpetuus, et un autre poème nommé de Visitatione Nepotuli Sui où il évoque la guérison miraculeuse de son petit-fils. Il est sans doute aussi l'auteur de quelques-uns des nombreux ouvrages attribués à Paulin de Nole.

## Œuvres
- (la) Paulinus Petricordiensis, Paulini Petricordiae Carmina / rec. M. Petschenig. Orientii Carmina / rec. R. Ellis. Paulini Pellaei eucharisticos / rec. G. Brandes. Claudii Mariivictoris Alenthia et probae cento / rec. C. Schenkl, Mediolani, Ulricus Hoeplius, 1888.
- (la + fr) Paulin de Périgueux, Vie de Saint Martin, Paris, Les éditions du Cerf, 2016.